# 1972년 하계 올림픽 알제리 선수단
1972년 하계 올림픽 알제리 선수단은 서독 뮌헨에서 개최된 1972년 하계 올림픽에 참가한 올림픽 알제리 선수단이다.

## 복싱
| 선수          | 세부 종목    | 64강           | 32강                    | 16강                             | 8강                     | 준결승         | 결승           | 결승 |
| 선수          | 세부 종목    | 상대 선수 결과 | 상대 선수 결과          | 상대 선수 결과                   | 상대 선수 결과          | 상대 선수 결과 | 상대 선수 결과 | 순위 |
| 루치프 하마니 | 라이트미들급 | 빈칸           | 호세 콜론 (PUR) · W PTS | 안토니 리하르드손 (NED) · W TKO2 | 앨런 민터 (GBR) · L PTS | 진출 실패      | 진출 실패      | 5    |

## 참고 자료
- (영어) “Algeria at the 1972 München Summer Games”. SR/Olympic Sports. 2009년 1월 21일에 원본 문서에서 보존된 문서. 2011년 10월 6일에 확인함.